# Lenore Smith
Lenore Smith (* 25. Oktober 1958 in Balmain, Sydney) ist eine australische Schauspielerin. In Deutschland wurde sie durch ihre Rolle als Krankenschwester Kate Wellings in der Serie Die fliegenden Ärzte bekannt.
Sie hat zwei jüngere Geschwister, Linda und Neil.

## Lebenslauf
Im Alter von 17 Jahren begann Lenore ihr Wirtschaftsstudium. Das gab sie aber zu Gunsten eines künstlerischen Werdegangs auf nahm daraufhin Schauspielunterricht, nachdem ein Professor ihr gesagt hatte, dass die Aussichten auf einen Arbeitsplatz schlecht aussähen.
Nach zweieinhalb Jahren Unterricht erhielt sie ihre erste Hauptrolle in The Restless Years. Danach hielt sie sich mit Werbefilmen und kleineren Rollen über Wasser. Anfang der 1980er Jahre zog es sie nach London. Eigentlich wollte sie nur ihre Schwester besuchen, blieb dann aber ein ganzes Jahr und arbeitete als Kellnerin. Dort erreichte sie das Telegramm, in dem sie zu einem Casting für die Fliegenden Ärzte eingeladen wurde. Sie spielte die Rolle der Kate Wellings sechs Jahre und wurde dadurch zu einer beliebten Serienschauspielerin in Australien. 1988 bekam sie den Penguin Award in der Kategorie Beste Schauspielerin in einer Serie.
Danach wurde es beruflich stiller um sie. Sie spielte einige kleinere Rollen in Serien und trat am Theater auf. Ihren letzten Auftritt hatte sie 2002 als Gaststar in der Serie Farscape als Lt. Darinta Larell. 
Im Moment ist sie nicht mehr als Schauspielerin tätig, sondern hat 2004 eine Stelle als persönliche Assistentin des Bürgermeisters von Sydney angenommen.
Lenore Smith war dreimal verheiratet. 1981 heiratete sie den Schauspieler Gary Sweet. Die Ehe hielt nur 18 Monate. Bei einem Bombenalarm in Sydney traf sie den Schauspieler Matt Kay und heiratet ihn 1985. Matt Kay ist in der Serie Die fliegenden Ärzte als fliegender Briefträger zu sehen. Nach fünf Jahren ging die Ehe in die Brüche. Bei den Dreharbeiten zu der Serie bändelte Lenore mit ihrem Kollegen Christopher Stollery an. Sie heirateten nicht, lebten aber bis 1993 in Sydney zusammen. 1997 heiratet Lenore das dritte Mal. Mit dem Schauspieler Warren Jones ist sie bis heute liiert.

## Filmografie (Auswahl)
- 1977: The Restless Years
- 1990: Driving Force
- 1994: G.P.
- 1997: Spellbinder – Im Land des Drachenkaisers (Spellbinder II: Land of the Dragon Lord)
- 1997: Australian Good Taste
- 1998: Somewhere in the Darkness
- 2001: Der Mann, der Gott verklagte (The Man who sued God)
- 2002: Farscape